# Погребённый великан
«Погребённый великан» (англ. The Buried Giant) — роман в жанре фэнтези английского писателя японского происхождения Кадзуо Исигуро, вышедший в 2015 году. На русском языке издан в 2016 году в переводе Марии Нуянзиной.

## Содержание
Действие романа развёртывается в средневековой Англии, во времена после правления короля Артура. Пожилая супружеская чета — Аксель и Беатрис — отправляются в соседнее селение в поисках сына, которого не видели много лет. Селение, где они живут, длительное время накрывает какой-то особый туман, после чего жители забывают прошлое и время от времени даже то, что было с ними час назад. Во время путешествия, полного опасностей, супруги встречают племянника покойного короля Артура — сэра Гавейна, который странствует в поисках драконихи Квериг, которую должен убить…

## Отзывы критиков
«Погребённый великан» получил в целом положительные отзывы критиков, в то же время были и негативные отзывы. Например, обозреватель американского еженедельника The New Yorker Джеймс Вуд раскритиковал роман, заявив, что «Исигуро всегда нарушает собственные правила и стряпает ограниченные, хоть и удобные ясные воспоминания». Обозреватель The Guardian Алекс Престон дал роману более тёплую оценку: «Основываясь на единственном прочтении истории о туманах и монстрах, мечах и колдовстве, можно свести её к простой притче, но самом деле это нечто большее. Это глубокое исследование коллективной памяти и вины, способ, которым мы вспоминаем массовую психотравму. Это повествование с необычной атмосферой, которое нужно прочесть в один присест. „Погребённый великан“ — это „Игра престолов“ с включённой совестью, „Меч в камне“ для времени психотравм, красивая, душераздирающая книга о долге помнить и желании забыть».

## Экранизация
В январе 2022 года стало известно, что Гильермо Дель Торо планирует экранизировать книгу и уже приступил к написанию сценария. Фильм будет снят в технике кукольной анимации.